# Академическая гребля на летних Олимпийских играх 2024 — двойки (женщины)
Соревнования женщин в гребле в двойках распашных на летних Олимпийских играх 2024 года прошли с 28 июля по 2 августа 2024 года на Национальном олимпийском водном стадионе региона Иль-де-Франс в пригороде Парижа Вер-сюр-Марн.

## Формат соревнований
Класс двоек распашных относится к распашным классам академической гребли, когда гребец использует только одно весла, рулевого нет. Олимпийские соревнования проводятся в несколько раундов. Первый раунд состоит из трех заездов. Первые три лодки из каждого заезда выходят в полуфинал, остальные проходят в утешительный заезд. Утешительный заезд – это раунд, который дает гребцам второй шанс пройти в полуфинал. Три лучшие лодки из утешительного заезда проходят в полуфинал, остальные выбывают.
Третий раунд состоит из двух полуфиналов, в каждом из которых участвовало по 6 лодок. Три лучшие лодки из каждого заезда прошли в финал А и разыграли медали. Остальные лодки прошли в финал В.
Финалы были заключительным этапом, определяющий итоговые места. В финале А были разыграны медали, а также места с 4 до 6-го, в финале B были определены места с 7-го по 12-е.

## Расписание
Соревнования продолжались в течение шести дней. Указанное время ниже время – это время начала сессии; в течение сессии могут проводиться заезды в нескольких классах судов по академической гребли.
Время начала соревнований указано местное (UTC+2)
| Дата                     | Время | Раунд               |
| ------------------------ | ----- | ------------------- |
| Воскресенье 28 июля 2024 | 10:30 | Заезды              |
| Понедельник 29 июля 2024 | 10:30 | Утешительные заезды |
| Среда 31 июля 2024       | 10:54 | Полуфиналы          |
| Пятница 2 августа 2024   | 10:54 | Финалы              |

## Призёры
| Золото                                        | Серебро                                  | Бронза                                             |
| Нидерланды · Имкье Клеверинг · Вероник Местер | Румыния · Иоана Врынчану · Роксана Ангел | Австралия · Джессика Моррисон · Аннабель Макинтайр |

## Результаты

### Заезды
Три лучших лодки из каждого заезда выходят в полуфиналы, остальные проходят в утешительные заезды.

#### Заезд 1
| Место | Дорожка | Спортсмены                        | Страна         | Время   | Примечание |
| ----- | ------- | --------------------------------- | -------------- | ------- | ---------- |
| 1     | 3       | Имкье Клеверинг Вероник Местер    | Нидерланды     | 7:17.81 | Q          |
| 2     | 4       | Камиле Краликайте Ева Адомавичюте | Литва          | 7:22.53 | Q          |
| 3     | 5       | Азия Чайковски Джессика Тоэннес   | США            | 7:25.52 | Q          |
| 4     | 1       | Хедвиг Расмуссен Фие Удбю Эриксен | Дания          | 7:30.91 | R          |
| 5     | 2       | Кейт Хейнс Алана Шерман           | Новая Зеландия | 7:43.56 | R          |

#### Заезд 2
| Место | Дорожка | Спортсмены                          | Страна         | Время   | Примечание |
| ----- | ------- | ----------------------------------- | -------------- | ------- | ---------- |
| 1     | 2       | Иоана Врынчану Роксана Ангел        | Румыния        | 7:24.27 | Q          |
| 2     | 4       | Эфрик Киог Фиона Мурта              | Ирландия       | 7:28.22 | Q          |
| 3     | 1       | Радка Новотникова Павлина Фламикова | Чехия          | 7:28.23 | Q          |
| 4     | 3       | Хлоя Брю Ребекка Эвардс             | Великобритания | 7:29.70 | R          |

#### Заезд 3
| Место | Дорожка | Спортсмены                            | Страна    | Время   | Примечание |
| ----- | ------- | ------------------------------------- | --------- | ------- | ---------- |
| 1     | 1       | Джессика Моррисон Аннабель Макинтайр  | Австралия | 7:16.58 | Q          |
| 2     | 3       | Евангелия Анастасиаду Кристина Бурмпу | Греция    | 7:20.49 | Q          |
| 3     | 4       | Мелита Абрахам Антония Абрахам        | Чили      | 7:23.01 | Q          |
| 4     | 2       | Аина Сид Эстер Брис                   | Испания   | 7:24.09 | R          |

### Утешительный заезд
Три лучшие лодки проходят в полуфинал, остальные выбывают.
| Место | Дорожка | Спортсмены                        | Страна         | Время   | Примечание |
| ----- | ------- | --------------------------------- | -------------- | ------- | ---------- |
| 1     | 2       | Хедвиг Расмуссен Фие Удбю Эриксен | Дания          | 7:34.57 | Q          |
| 2     | 3       | Аина Сид Эстер Брис               | Испания        | 7:36.98 | Q          |
| 3     | 4       | Хлоя Брю Ребекка Эвардс           | Великобритания | 7:37.11 | Q          |
| 4     | 1       | Кейт Хейнс Алана Шерман           | Новая Зеландия | 7:46.18 |            |

### Полуфиналы
Три лучшие лодки из каждого заезда проходят в финал А, остальные в финал В.

#### Полуфинал A/B 1
| Место | Дорожка | Спортсмены                            | Страна         | Время   | Примечание |
| ----- | ------- | ------------------------------------- | -------------- | ------- | ---------- |
| 1     | 4       | Имкье Клеверинг Вероник Местер        | Нидерланды     | 7:10.16 | FA         |
| 2     | 3       | Иоана Врынчану Роксана Ангел          | Румыния        | 7:14.53 | FA         |
| 3     | 5       | Евангелия Анастасиаду Кристина Бурмпу | Греция         | 7:18.28 | FA         |
| 4     | 6       | Хедвиг Расмуссен Фие Удбю Эриксен     | Дания          | 7:19.11 | FB         |
| 5     | 1       | Хлоя Брю Ребекка Эвардс               | Великобритания | 7:28.76 | FB         |
| 6     | 2       | Радка Новотникова Павлина Фламикова   | Чехия          | 7:33.68 | FB         |

#### Полуфинал A/B 2
| Место | Дорожка | Спортсмены                           | Страна    | Время   | Примечание |
| ----- | ------- | ------------------------------------ | --------- | ------- | ---------- |
| 1     | 4       | Джессика Моррисон Аннабель Макинтайр | Австралия | 7:14.14 | FA         |
| 2     | 6       | Азия Чайковски Джессика Тоэннес      | США       | 7:15.59 | FA         |
| 3     | 3       | Камиле Краликайте Ева Адомавичюте    | Литва     | 7:19.27 | FA         |
| 4     | 2       | Мелита Абрахам Антония Абрахам       | Чили      | 7:26.82 | FB         |
| 5     | 1       | Аина Сид Эстер Брис                  | Испания   | 7:30.36 | FB         |
| 6     | 5       | Эфрик Киог Фиона Мурта               | Ирландия  | 7:32.97 | FB         |

### Финалы

#### Финал B
| Место | Дорожка | Спортсмены                          | Страна         | Время   |
| ----- | ------- | ----------------------------------- | -------------- | ------- |
| 7     | 5       | Аина Сид Эстер Брис                 | Испания        | 7:07.08 |
| 8     | 1       | Эфрик Киог Фиона Мурта              | Ирландия       | 7:08.88 |
| 9     | 4       | Мелита Абрахам Антония Абрахам      | Чили           | 7:10.45 |
| 10    | 6       | Радка Новотникова Павлина Фламикова | Чехия          | 7:10.46 |
| 11    | 3       | Хедвиг Расмуссен Фие Удбю Эриксен   | Дания          | 7:12.01 |
| 12    | 2       | Хлоя Брю Ребекка Эвардс             | Великобритания | 7:16.02 |

#### Финал A
| Место | Дорожка | Спортсмены                            | Страна     | Время   |
| ----- | ------- | ------------------------------------- | ---------- | ------- |
| 1     | 3       | Имкье Клеверинг Вероник Местер        | Нидерланды | 6:58.67 |
| 2     | 5       | Иоана Врынчану Роксана Ангел          | Румыния    | 7:02.97 |
| 3     | 4       | Джессика Моррисон Аннабель Макинтайр  | Австралия  | 7:03.54 |
| 4     | 2       | Азия Чайковски Джессика Тоэннес       | США        | 7:05.31 |
| 5     | 1       | Камиле Краликайте Ева Адомавичюте     | Литва      | 7:05.34 |
| 6     | 6       | Евангелия Анастасиаду Кристина Бурмпу | Греция     | 7:13.30 |